# Csád világörökségi helyszínei
Csád területéről eddig két helyszín került fel a világörökségi listára, hét további helyszín a javaslati listán várakozik a felvételre. 
| | Ounianga tavai |
| 2012 |                |
| Természeti (VII) |                |
| Védett terület: 62 808 ha, puffer zóna: 4869 ha, hivatkozás: 1400 |                |
| A helyszín tizennyolc egymással kapcsolódó tóból áll. Ez a világ legnagyobb nem időszakos tórendszere sivatagi környezetben, összesen 62 808 hektáron terül el. A Csád északkeleti részén található tavak a Szahara egyik forró és rendkívül száraz vidékén találhatók, ahol az éves átlagos csapadékmennyiség 2 mm. A tavak egymástól 40 kilométerre elterülő két csoportot alkotnak, nagyságuk, mélységük, színük és kémiai összetételük változó. A tavak partján élő növényzet éles ellentétben áll a sivatagos környezettel. A medencét, ahol a tavak elhelyezkednek kevesebb mint tízezer évvel ezelőtt egy sokkal nagyobb kiterjedésű tó borította. A tavak egy része sós-, másik része édesvizű, utánpótlásukat talajvíz biztosítja. Az egyik csoport (Ounianga Kebir) négy tóból áll, közöttük a legnagyobb a 358 hektárt elfoglaló, 27 méter mély Yoan-tó, amelynek erősen sós vizében csak algák és mikroorganizmusok maradnak életben. A második csoport (Ounianga Serir) homokdűnékkel elválasztott tizennégy tóból áll. A legnagyobb, a Teli-tó 436 hektáron terül el, de csak tíz méter mély. Ezek a tavak édesvizűek, halban gazdagok, felszínük több mint a felét úszó nádas borítja, ami csökkenti a párolgást. |                |

| | Ennedi kultúrtáj |
| 2016 |                  |
| Vegyes (III)(VII)(IX) |                  |
| Védett terület: 2 441 200 ha, puffer zóna: 777 800 ha, hivatkozás: 1475 |                  |
| Az ország északkeleti részén fekvő Ennedi-fennsík meghatározó elemei a szél és eső formálta homokkő hegyek. Az erózió látványos kanyonokat, völgyeket, sziklákat boltíveket és sziklahasadékokat alakított ki. A legnagyobb kanyonban egész évben jelenlévő víz alapvetően meghatározza a környék ökoszisztémáját, lehetővé teszi emberek, állatok és növények huzamosabb ideig való jelenlétét. A barlangok falain, a kanyonokban, a sziklamenedékekben eddig több ezer vésetet és rajzot azonosítottak, a rajzok együttese az egyik legjelentősebb a Szaharában. |                  |

## Javasolt helyszínek
| Megnevezés                                                       | Kép | Típus      | Kritérium        | Év   | Link |
| ---------------------------------------------------------------- | --- | ---------- | ---------------- | ---- | ---- |
| Csád-tó kultúrtáj Csád, Kamerun, Niger és Nigéria közös jelölése |     | Vegyes     | II, III, VII, IX | 2018 | 6361 |
| Begon fémfeldolgozó helyszíne                                    |     | Kulturális | -                | 2005 | 2049 |
| A Djourab-sivatag ősember lelőhelyei                             |     | Természeti | -                | 2005 | 2050 |
| Ouara romjai                                                     |     | Kulturális | -                | 2005 | 2052 |
| Tele-Nugar vasbányái                                             |     | Kulturális | -                | 2005 | 2054 |
| A Tibeszti-hegység sziklarajzai                                  |     | Kulturális | -                | 2005 | 2055 |
| Zakouma Nemzeti Park                                             |     | Természeti | -                | 2005 | 2056 |